# Smile 光之美少女！
《Smile 光之美少女！》（スマイルプリキュア！），是由東映動畫所製作的魔法少女動畫作品，「光之美少女系列」第九部作品，屬第七代光之美少女，於2012年2月5日在朝日電視系播出。台灣和香港分別在2014年8月16日和2015年6月25日播出。

## 故事簡介
在遙遠的地方，有一個洋溢著各式各樣的童話故事、可愛和快樂的國家「童話國度」。然而，「悲劇王國」的皇帝入侵了「童話國度」，使女王失去力量。精靈糖糖隨即前往地球，尋找傳說中的戰士「光之美少女」。
來到七色丘的轉學生星空幸接獲一本從天而降的繪本，裡頭的精靈糖糖竟然實體化並溜走了。直到下課時，她又被扯入異次元世界，只見糖糖正在逃避敵人。為了阻止敵人令世界進入悲劇結局，小幸決定接受糖糖的求救，變身成「光之美少女」——快樂天使。此後，其餘的四位「光之美少女」陸續出現，與糖糖一同收集象徵幸福的「魔法果實」，好讓女王恢復並對抗敵人。

## 登場人物

### 光之美少女
- 變身咒語為「光之美少女 微笑加倍」（プリキュア、スマイルチャージ！）。
- 團體口號為「！閃耀吧！Smile 光之美少女！」（5つの光が導く未来！輝け！スマイルプリキュア！）。

星空幸／快樂天使（Hoshizora Miyuki／Cure Happy）
配音：福圓美里（日本）；林美秀（動畫版、ALL STARS F）、楊詩穎（台灣）；何寶珊（TVB）、莫曉晴（ViuTV、All STARS F）（香港）
形象顏色：  粉红色
本作主角之一， 七色丘中學的轉學生，現讀二年二班，14歲。兩側頭髮捲成可頌麵包。個性開朗活潑，積極正面並勇於嘗試。性格冒失天真，但能在緊要關頭拉人一把。喜歡吃蛋糕和看繪本，但非常害怕鬼怪。
口頭禪是「！」。
與繪本中的糖糖相遇後，為了保護糖糖阻擋敵人的攻擊。以聖光的力量變身成快樂天使。
變身口號為「！快樂天使！」（キラキラ輝く未来の光！キュアハッピー！）。
必殺技
Pretty Cure Happy Shower
雙手畫出心型，釋放出粉紅色的光束淨化敵人。
Pretty Cure 灰姑娘版 Happy Shower
「快樂雨露」的進化招式，快樂天使變身成快樂公主并使出此招。出現于第39話灰姑娘故事的世界當中。
Pretty Cure Happy Shower 輝煌閃耀
「快樂雨露」的另一進化招式，出現于第44、46、47話，以超级魔法果實使出。
特殊型態
超級快樂天使
在劇場版中出現。集合眾人力量所誕生的超強型態，可將魔王的強大攻擊，瞬間化成粉色羽毛消失，變身之後碰觸到大地，可將原本沉寂的樣子，瞬間變回原樣。無特殊攻擊招式，但可和其餘變身為公主型態的光之美少女，一同淨化魔王。
日野茜／晴朗天使（Hino Akane／Cure Sunny）
配音：田野麻美（日本）；石薇（台灣）；葉曉欣（香港）
形象顏色：  橙色（  红色）
本作主角之一，七色丘中學二年二班學生，隸屬排球部。大阪府出身，講話帶有關西口音，在故事開始的一年前轉學至七色丘，第一人稱是。個性熱心、擅長搞笑，是班上的歡樂製造者，私下則努力想成為社團內的王牌。不時在家裡的御好燒店「茜」幫忙，最愛吃燒餅，懼高。
為了回報陷於危機的小幸，以火焰的力量變身成晴朗天使。
變身口號為「！晴朗天使！」（太陽サンサン 熱血パワー！キュアサニー！）。
必殺技
Pretty Cure Sunny Fire
將火焰之力凝聚成排球狀，拍向敵人。
Pretty Cure Sunny Fire 熾熱燃燒
「晴朗火焰」的進化招式，出現于第40、46、47話，以超级魔法果實使出。
黃瀨彌生／和平天使（Kise Yayoi／Cure Peace）
配音：金元壽子（日本）；馮嘉德（台灣）；凌晞（香港）；亞歷克斯·卡薩雷斯（美國）
形象顏色：  黄色
本作主角之一， 七色丘中學二年二班學生。性格軟弱愛哭，但老實安分，意志力堅強。在班上沒什麼存在感，給人印象如妹妹一般，但家政上是個媽媽般的角色。熱愛漫畫、立志成為漫畫家，由於個性害羞而很少將自己作品分享他人。
為了保護同學與維護作為畫家的尊嚴，以閃電的力量變身成和平天使。
變身口號為「♪ 和平天使！」（ピカピカぴかりん じゃんけんポ）
必殺技
Pretty Cure Peace Thunder
從雙手釋放出雷電攻擊敵人。
Pretty Cure Peace Thunder 風馳電襲
「和平雷擊」的進化招式，出現于第41、46、47話，以超级魔法果實使出。
綠川直／旋風天使（Midorikawa Nao／Cure March）
配音：井上麻里奈（日本）；陶敏嫻（台灣）；羅孔柔（香港）
形象顏色：  綠色
本作主角之一，七色丘中學二年二班學生，隸屬足球社。男性化的女孩，非常受同性歡迎，但也有少女的一面。性格強硬，運動萬能，非常討厭不擇手段的對手。家裡弟妹眾多，因此個性認真負責，對漫畫及潮流等事毫無興趣，最怕蟲、鬼和懼高。
為了保護家人，以旋風的力量變身成旋風天使。
變身口號為「！旋風天使！」（勇気リンリン直球勝負！キュアマーチ！）。
必殺技
Pretty Cure March Shoot
將風之力凝聚成足球狀，踢向敵人。
Pretty Cure March Shoot 震撼光波
「旋風追擊」的進化招式，出現于第42、46、47話，以超级魔法果實使出。
青木麗華／美麗天使（Aoki Reika／Cure Beauty）
配音：西村千奈美（日本）；魏晶琦（台灣）；成瑤孆（香港）
形象顏色：  藍色
本作主角之一，七色丘中學二年二班學生，曾經任職學生會副會長，之後升任學生會會長，參與弓道部，與小直從小相識。出身自古風世家，多才多藝、形象優雅，善於賦詩，善良又美麗，有如大和撫子一般。性格和善、理智、誠實，平常不怎發脾氣，但生氣時是最可怕的。善於用劍。
為了維護學生會的尊嚴，以冰雪的力量變身成美麗天使。
變身口號為「，澄澈的心靈！美麗天使！」（しんしんと降り積もる清き心！キュアビューティ！）
必殺技
Pretty Cure Beauty Blizzard
單手釋放出雪花狀的冷氣淨化敵人。
Pretty Cure Beauty Blizzard 冰結之箭
「美麗暴雪」的進化招式，出現于第43、46、47話，以超级魔法果實使出。
- 合體必殺技

Pretty Cure Rainbow Healing
第12話開始，糖糖變出彩虹魔法果實，全體光之美少女將其放入變身道具，變出金色王冠，然後以五人為中心，向四周擴散出彩虹光波衝向敵人，加以淨化。
Pretty Cure Rainbow Burst
全體光之美少女於23話獲得公主魔法果實後，變身為公主形態，點燃自己的武器－－公主聖燭並釋放出光束，化為五色天馬合一成巨大白馬，射出巨大的彩虹光波將敵人加以淨化。最後吹熄自己的燭光，使彩虹光波瞬間爆烈四射。
Pretty Cure 皇家 Rainbow Burst
「彩虹璀璨」的進化招式。第32話後將皇家彩虹魔法果實插入皇家魔法時鐘并啟動，五色天馬合一成一隻巨大的火鳳凰，射出巨大的彩虹光波將敵人加以淨化。第48話中，主角們在超級型態之下，亦可使用強化的超級彩虹璀璨及奇蹟寶石力量的奇蹟彩虹璀璨。
Pretty Cure Fire Shoot
出現于第47話，為晴朗天使與旋風天使的融合必殺技。
Pretty Cure Thunder Blizzard
出現于第47話，為和平天使與美麗天使的融合必殺技。

### 童話國度
糖糖的故鄉，洋溢著各式各樣的童话故事、可愛和快樂的國家。
魔法果實
皇家女王的力量來源，只要收齊失散的魔法果實，就能令她恢復力量。糖糖亦可以變出魔法果實。
糖糖
配音：大谷育江（日本）；魏晶琦（台灣）；魏惠娥（香港）
形象顏色：  黄色／  粉红色／  白色
「童話國度」的精靈女孩，負責來人間尋找五名光之美少女及收集魔法果實。做事有點失方寸，喜歡可愛的東西及打扮，圓形的耳朵可任意擺動，可以變出魔法果實幫助光之美少女使出必殺技。語尾習慣加上「～咕嚕（～クル）」。
故事的終末，被指定為新任的童話王國領導者，得到額外型態「皇家糖糖」。
波普
配音：阪口大助（日本）；何志威（台灣）；李凱傑（香港）
形象顏色：  橙色
糖糖的兄長，負責留守於國內，很關心妹妹。有著獅子般的蓬鬆頭髮，性格非常有武士氣概，也十分精通忍術。最討厭有人說自己可愛，認為那是對自己男子氣概的侮辱，但當有人說自己帥氣時會感到極度害羞。語尾習慣加上「～是也（～でござる）」。
皇家女王
配音：島本須美（日本）；陶敏嫻（台灣）；梁少霞（香港）；瑪麗·伊麗莎白·麥格林（美國）
「童話國度」的統治者，故事開始時被皮耶羅奪去力量來源魔法果實因此而沉眠，等待光之美少女收齊失散的魔法果實以復活。
故事終末揭曉，糖糖其實就是皇家女王的女兒。
不可思議圖書館
聚集了全世界的童話，也是光之美少女的秘密基地。
書之門
「書之門」是通往「不可思議圖書館」的捷徑。且任何書櫃都可以是書之門。

### 悲劇王國
企圖將全世界改寫成「悲劇結局」，令所有人陷入恐怖與絕望的邪惡國度。
悲劇能量
世間萬物憎恨、憤怒、悲傷、孤獨時發出的能量。
悲劇王國國王皮耶羅的能量來源，收集該能量可使被封印的皮耶羅復活，使得邪惡勢力引導的悲劇結局的加快到來。

#### 首領
皮耶羅
配音：玄田哲章（日本）；官志宏（台灣）；陳欣（香港）
本作主要反派，「悲劇王國」的國王，企圖偷走魔法果實變成自己的力量，因為女王的封印而沉眠，等待部下累積悲劇能量恢復。
是憎恨、憤怒、悲傷、孤獨等負面情感產生的怨念，自稱「絕望的故事」，一切負面能量的來源。企圖讓這個世界走向悲劇結局。
在第47話復活，之後更巨大化（比地球還大）。最後被「光之美少女 奇蹟彩虹璀璨」給消滅。

#### 高層
鬼牌
配音：三矢雄二（日本）；官志宏（台灣）；張裕東（香港）
本作第二大反派，皮耶羅的幹部之一，性格陰險扭曲，總是蒙面、耍雜技和玩扑克牌。主導另外三位幹部的行動，並試圖尋找童話國度傳說中的「奇蹟寶石」。
最終在第46話時在將所有的悲劇能量獻給皮耶羅後，化為黑色顏料與皮耶羅融為一體。
名字及形象源自扑克牌中的同名紙牌。

#### 三幹部
狼倫
配音：志村知幸（日本）；何志威（台灣）；周倚天（香港）
皮耶羅的幹部之一，外型為狼人，總是在說話中時不時帶著一點「哼哼哼」（ウルッフッフ）的奸笑聲。
形象源自各種童話常見的大灰狼。
赤鬼
配音：岩崎博（日本）；官志宏（台灣）；劉奕希（香港）
皮耶羅的幹部之一。性格粗枝大葉，語尾習慣加上「～鬼」（～オニ）。為了對付光之美少女而不擇手段，在第30話中甚至遠赴亞馬遜河尋找她們並對戰。
形象源自日本童話《桃太郎》裡的紅惡鬼。
魔女莉娜
配音：富永美衣奈（日本）；陶敏嫻（台灣）；許盈（香港）
皮耶羅的幹部之一，心地邪惡的老女巫，個頭嬌小，興趣是發明各種道具以對付光之美少女，語尾習慣加上「～吆喝（～だわさ）」。在使用「魔女莉娜Time」後，可變成年輕艷麗的外型，但為時很短。
形象源自童話《白雪公主》裡製造毒蘋果的巫婆。

#### 怪物
小丑怪
配音：佐佐木啟夫（日本）；何志威、官志宏（台灣）；馮錦堂（香港）
本作的刺客物質，可以導向悲劇結局的邪惡化身，打敗後會恢復原狀——「魔法果實」或消失（只限藍鼻子小丑怪）。
劇中有數種變體。
紅鼻子小丑怪
由1個魔法果實轉化為邪惡力量而成。
藍鼻子小丑怪
由鬼牌用未知邪惡力量組成，由於不是由魔法果實組成，所以光之美少女的一般必殺技起不了作用。
黃鼻子小丑怪
由15個魔法果實和魔法果實收集盒轉化為邪惡力量組成，鬼牌帽子上的黃色球體也可召喚出黃鼻子小丑怪。
綠鼻子小丑怪
只出現於第29話由魔女莉娜製造的遊戲世界當中。
超級小丑怪
由2個魔法果實轉化為邪惡力量而成，戰鬥力極強，卻完全不受控制。
高能小丑怪
由1個魔法果實轉化為邪惡力量而成，在紅鼻子的表面塗抹上一層悲劇能量的黑色顏料，與使用者融合為一來使用以達到完全操控。戰鬥力比超級小丑怪還要強，但被打敗後使用者會消耗大量生命值。
名稱取自日語「吐舌樣貌的鬼臉」。
| 集數 | 附著物體             | 召喚對象             |
| ---- | -------------------- | -------------------- |
| 1    | 房子                 | 狼倫                 |
| 2    | 排球                 | 狼倫                 |
| 3    | 彌生的海報           | 赤鬼                 |
| 4    | 足球門柱             | 赤鬼                 |
| 5    | 鏡子                 | 魔女莉娜             |
| 6    | 空飲料罐             | 魔女莉娜             |
| 7    | 樹                   | 狼倫                 |
| 8    | 遊樂場搖搖馬         | 魔女莉娜             |
| 9    | 球場滾輪             | 赤鬼                 |
| 10   | 御好燒醬鍋           | 狼倫                 |
| 11   | 蒲公英花             | 魔女莉娜             |
| 12   | 扭蛋機               | 狼倫                 |
| 13   | 幸的神簽(大凶)       | 赤鬼                 |
| 14   | 通天閣               | 魔女莉娜             |
| 15   | 康乃馨               | 狼倫                 |
| 16   | 數學練習冊           | 赤鬼                 |
| 17   | 廣告牌 X 2           | 魔女莉娜             |
| 18   | 柳條籃               | 赤鬼                 |
| 19   | 狐狸摺紙             | 狼倫                 |
| 20   | 小丑箱               | 魔女莉娜             |
| 21   | 竹樹                 | 赤鬼                 |
| 23   | 岩石                 | 鬼牌                 |
| 24   | 薑餅屋               | 狼倫                 |
| 25   | 刨冰                 | 赤鬼                 |
| 26   | 節日獎品             | 魔女莉娜             |
| 27   | 薰香台               | 狼倫                 |
| 28   | 校舍                 | 魔女莉娜             |
| 29   | 摩天輪               | 魔女莉娜             |
| 30   | 食人魚               | 赤鬼                 |
| 31   | 挖土機               | 狼倫                 |
| 32   | 過山車               | 鬼牌                 |
| 33   | 攝影機               | 赤鬼                 |
| 34   | 電吉他               | 魔女莉娜             |
| 35   | 機器人人偶           | 狼倫和赤鬼           |
| 36   | 鑰匙挂件             | 狼倫                 |
| 37   | 選票箱               | 狼倫                 |
| 38   | 橡果子               | 魔女莉娜             |
| 39   | 幸的玻璃鞋           | 狼倫                 |
| 40   | 排球                 | 狼倫                 |
| 41   | 彌生的漫畫           | 赤鬼                 |
| 42   | 魔女莉娜的蘋果       | 魔女莉娜             |
| 43   | 鬼牌的鏡子           | 鬼牌                 |
| 44   | 房子                 | 狼倫                 |
| 45   | 狼倫、赤鬼和魔女莉娜 | 狼倫、赤鬼和魔女莉娜 |

悲劇美少女
鬼牌以最後一個魔法果實與三幹部身上抽取的醜陋之心結合製造的五位邪惡版複製光之美少女作為戰力，最後被光之美少女全數消滅，淨化恢復為魔法果實。
悲劇快樂天使
配音：福圓美里（日本）；林美秀（台灣）；何寶珊（香港）
形象顏色：  粉红色
看到別人陷入不幸或絕望之中，自己就會很快樂。最後被快樂天使使出“光之美少女 快樂雨露 輝煌閃耀”打敗。
必殺技

雙手比出心型，釋放出粉紅色的光束攻擊敵人。
悲劇晴朗天使
配音：田野麻美（日本）；（台灣）；葉曉欣（香港）
形象顏色：  橙色（  红色）
自比為「燒盡一切事物的太陽」，燒盡一切美好的事物。和晴朗天使「勢不兩立」。最後被晴朗天使使出“光之美少女 晴朗火焰 熾熱燃燒”打敗。
必殺技

將自身化為火焰，衝向敵人。
悲劇和平天使
配音：金元壽子（日本）；馮嘉德（台灣）；凌晞（香港）
形象顏色：  黄色
陰險狡詐。利用和平天使的好心使其受害。最後被和平天使使出“光之美少女 和平雷擊 風馳電襲”打敗。
必殺技

從雙手釋放出雷電攻擊敵人。
悲劇旋風天使
配音：井上麻里奈（日本）；陶敏嫻（台灣）；羅孔柔（香港）；丹妮爾·朱多維茨（美國）
形象顏色：  緑色
只要是敵人，就會毫不留情的擊潰。腳力極強，跑步速度極快。最後被旋風天使使出“光之美少女 旋風追擊 震撼光波”打敗。
必殺技

將風之力凝聚成足球狀，踢向敵人。
悲劇美麗天使（Bad End Cure Beauty，Shadow Breeze）
配音：西村千奈美（日本）；魏晶琦（台灣）；成瑤孆（香港）；凱特·希金斯（美國）
形象顏色：  藍色
自認為自己就是「美麗」，而美麗天使是「醜陋不堪」。最後被美麗天使使出“光之美少女 美麗暴雪 冰結之箭”打敗。
必殺技

將雪花散布在敵人週圍，並釋放出尖刺攻擊敵人。
絕望的巨人
配音：佐佐木啟夫（日本）；官志宏（台灣）；劉奕希（香港）
出現於第47話，皮耶羅剛復活時出現的，曾經讓糖糖的國家童話王國陷入悲劇的絕望巨人，具有無限復活能力。

### 主角的親友

#### 主角的親人

##### 星空家
星空育代、星空博司
配音：國府田麻理子、關俊彥（日本）；馮嘉德、何志威（台灣）；陸惠玲、蘇強文→劉昭文（香港）
小幸的雙親。
星空妙
配音：松尾佳子（日本）；陶敏嫻（台灣）；林丹鳳（香港）
小幸的祖母，獨居在鄉下務農為生。於27集出現。是個樂觀的人，唯一沒有受「悲劇結局」空間影響的人。

##### 日野家
日野大悟
配音：寺杣昌紀（日本）；官志宏（台灣）；招世亮（香港）
小茜的父親，大阪燒店「茜」的店主。
日野正子
配音：雪野五月（日本）；魏晶琦（台灣）；伍秀霞（香港）
小茜的母親。不善料理，不幫忙店裡的烹飪工作。
日野元氣
配音：白石涼子（日本）；陶敏嫻（台灣）；劉惠雲（香港）
小茜的弟弟，現讀七色丘中學一年級，隸屬籃球部。

##### 黃瀨家
黃瀨勇一
配音：阪口周平（日本）；官志宏（台灣）；張錦江（香港）
彌生的父親，在彌生5歲時去世。
黃瀨千春
配音：冰上恭子（日本）；石薇（台灣）；沈小蘭（香港）
彌生的母親，為時尚展場的工作人員。

##### 綠川家
綠川源次、綠川倫子
配音：神奈延年、高橋里枝（日本）；何志威（台灣）；蕭徽勇、黃麗芳（香港）
小直的雙親。
綠川啟太、春、雛、祐太、浩太、小結
配音：寺崎裕香、赤崎千夏、藤井幸代、中上育實、疋田涼子、井上麻里奈（日本）；魏晶琦、石薇、馮嘉德（台灣）；袁淑珍、陳皓宜、廖杏茵、蔡惠萍、張頌欣、林元春（香港）
小直的弟妹，從長依序為長男、次女、三女、次男、三男。42集時，雙親亦誕下四女小結。

##### 青木家
青木曾太郎
配音：西村知道（日本）；何志威（台灣）；黃子敬（香港）
麗華的祖父，為書法老師。
青木靜子
配音：篠原惠美（日本）；陶敏嫻（台灣）；謝潔貞（香港）
麗華的母親，為合氣道老師。
青木淳之介
配音：吉開清人（日本）；官志宏（台灣）；鍾見麟（香港）
麗華的兄長，目前習修柔道。

#### 主角的老師、同學、朋友
佐佐木波江
配音：小野涼子（日本）；馮嘉德（台灣）；李潤知（香港）
七色丘中學二年二班的班導師。
豐島英一
配音：皆川純子（日本）；李致林（香港）
木村聰
配音：白川周作（日本）；陳灝瑋→李凱傑（香港）
井上青治
配音：樋口智透（日本）；鄧港文（香港）
岡田真由
配音：赤崎千夏（日本）；何晶晶→陳皓宜（香港）
尾後清美
配音：津田美波（日本）；林芷筠（香港）
金本弘子
配音：合田繪利（日本）；詹健兒（香港）
入江
配音：樋口智透（日本）；何志威（台灣）；陳灝瑋（香港）
七色丘中學學生會會長，長相英俊的男生，極受學校女生青睞。
寺田瑠奈
配音：赤崎千夏（日本）；廖杏茵（香港）
七色丘中學二年級，任職學生會書記。
松原
配音：白川周作（日本）；何志威（台灣）；李震權（香港）
七色丘地區派出所員警，經常被遺失物品的魔女莉娜叨擾。
藤原組合（FUJIWARA）
配音：藤本敏史、原西孝幸（日本）；官志宏、何志威（台灣）；麥皓豐、黃啟昌（香港）
第17話登場客串的真人角色、日本知名搞笑藝人組合，小茜崇拜的偶像。
深澤
配音：高木渉（日本）；陳廷軒（香港）
阿猛
配音：田村睦心（日本）；雷碧娜（香港）
羅博特
配音：星野貴紀（日本）；梁偉德（香港）
布萊恩·泰勒
配音：柿原徹也（日本）；官志宏（台灣）；梁偉德（香港）
在小幸的班級留學三週的英國籍留學生。小茜喜歡的對象。

## 光之美少女的用具
甜心變身粉盒
光之美少女變身的關鍵道具，可以轉化魔法果實。
公主聖燭
光之美少女變身為公主形態時使用的武器，可以使出「彩虹璀璨」，若配合其他角色或道具，可以使出更強的「皇家彩虹璀璨」、「超級彩虹璀璨」和「奇跡彩虹璀璨」。
皇家魔法時鐘
在第二次收齊十六個魔法果實後出現，結合糖糖的力量協助光之美少女使出「皇家彩虹璀璨」。
奇蹟寶石
傳聞是可以實現任何願望的寶石，實際上是孕育下任童話王國領導者的「蛋」。
終末透露，糖糖就是「奇蹟寶石」。

## 電視動畫
日本
- 播放電視台及時間：朝日電視台、逢星期日早上8時30分至9時
- 播放日期：2012年2月5日—2013年1月27日

台灣
「Smile光之美少女!」
- 播放電視台及時間：東森幼幼台、逢星期六下午5時至5時30分，以國語配音播出。
- 播放日期：2014年8月16日—2015年7月4日

香港
「Smile 光之美少女」
- 播放電視台及時間：翡翠台、逢星期四、五下午5時20分至5時50分，以粵日雙語播出。
- 播放日期：2015年6月25日—2015年12月4日

### 製作人員
- 原作：東堂泉
- 漫畫：上北雙子（講談社《Nakayoshi》連載）
- 企劃：西出將之（ABC）、三宅將典（ADK）、清水慎治
- 製作人：松下洋幸（ABC）、佐佐木禮子（ADK）、梅澤淳稔、長谷川昌也（東映動畫）
- 系列構成：米村正二
- 音樂：高梨康治
- 美術設計：增田龍太郎
- 色彩設計：佐久間子
- 人物設計、總作畫監督：川村敏江
- 系列導演：大塚隆史
- 製作擔當：額賀康彥
- 製作協力：東映
- 製作：朝日放送、旭通廣告、東映動畫

### 主題曲
- 本作在片尾曲繼續採用全3D結尾動畫。並由搞笑藝人前田健（日语：前田健 (タレント)）擔任故事中跳舞的創作和動作作為片尾曲的舞蹈。

片頭曲

作詞：六之見純代，作曲：高取秀明，編曲：籠島裕昌，主唱：池田彩
- 特別版片頭曲
  - 第6話至第9話片頭曲有使用到「光之美少女 All Stars New Stage 未來的朋友」的部分畫面。
  - 第36話至第40話片頭曲有使用到「電影Smile 光之美少女！兒童圖畫書裡的世界都不協調！」的部分畫面。

片尾曲
（第1話—第24話）
作詞：實之里，作曲：高取秀明，編曲：齋藤悠彌，主唱：吉田仁美
（第25話—第48話）
作詞：六之見純代，作曲：高取秀明，編曲：籠島裕昌，主唱：吉田仁美
台灣片尾曲
作曲：高取秀明，編曲：齋藤悠彌，主唱：草莓姐姐（舞蹈：櫻桃姐姐）

### 插入曲
OST1（第34話）
作詞：青木久美子，作曲：高梨康治，編曲：藤澤健至，歌：Smile 光之美少女、糖糖
OST2（第43話）
作詞：實之里，作曲、編曲：岡部啟一（MONACA），歌：青木麗華／美麗天使（西村千奈美）
OST3（第44話、第48話）
作詞：Funta3，作曲、編曲：Funta7，歌：Smile 光之美少女

### 各話列表
| 話數 | 日文標題 | 標題 | 劇本      | 分鏡 演出                  | 作畫監督               | 美術          | 獲得的魔法果實          | 日本放送日    | 香港放送日     |
| ---- | -------- | ---- | --------- | -------------------------- | ---------------------- | ------------- | ----------------------- | ------------- | -------------- |
| 1    |          |      | 米村正二  | 大塚隆史                   | 山岡直子               | 增田龍太郎    | 草莓                    | 2012年 2月5日 | 2015年 6月25日 |
| 2    |          |      | 米村正二  | 黑田成美                   |                        | 齊藤優        | 玫瑰                    | 2月12日       | 6月26日        |
| 3    |          |      | 小林雄次  | 芝田浩樹                   | 宇津野勇樹             | 西田渚 渡部葉 | 兔子                    | 2月19日       | 7月2日         |
| 4    |          |      | 山田由香  | 門由利子                   | 小島彰                 | 田中美紀      | 蝴蝶                    | 2月26日       | 7月3日         |
| 5    |          |      | 佐佐木    | 池畠博史 大塚隆史 岩井隆央 | 仁井學 梅津茜 平野繪美 | 戶杉奈津子    | 手機                    | 3月4日        | 7月9日         |
| 6    |          |      | 米村正二  | 土田豐                     | 河野宏之               | 佐藤千惠      | 星星                    | 3月11日       | 7月10日        |
| 7    |          |      | 山田 由香 | 池田洋子                   | 稻上晃                 | 田中美紀      | 戒指                    | 3月18日       | 7月16日        |
| 8    |          |      | 小林雄次  | 田 中裕太                  | 大谷房代               | 齊藤優        | 櫻花                    | 3月25日       | 7月17日        |
| 9    |          |      | 米村正二  | 芝田浩樹                   | 上 野                  | 西田渚        | 布丁                    | 4月1日        | 7月23日        |
| 10   |          |      | 佐佐木    | 地岡公俊 岩井隆央          | 山岡直子               | 田中美紀      | 雨傘                    | 4月8日        | 7月24日        |
| 11   |          |      | 成田良美  | 黑田成美 三塚雅人          | 生田目康裕             | 戶杉奈津子    | 口紅                    | 4月15日       | 7月30日        |
| 12   |          |      | 小林 雄次 | 山口祐司 門由利子          |                        | 篝            | 無                      | 4月22日       | 7月31日        |
| 13   |          |      | 成田良美  | 土田豐                     | 小島彰                 | 田中里綠      | 無                      | 4月29日       | 8月6日         |
| 14   |          |      | 山田由香  | 森川滋 岩井隆央            | 仁井學 梅津茜          | 齊藤優        | 無                      | 5月6日        | 8月7日         |
| 15   |          |      | 佐佐木    | 田中裕太                   | 河野宏之               | 渡部葉        | 果汁                    | 5月13日       | 8月13日        |
| 16   |          |      | 成田良美  | 芝田浩樹                   | 青山充                 | 田中美紀      | 香蕉                    | 5月20日       | 8月14日        |
| 17   |          |      | 小林雄次  | 森川滋 岩井隆央            | 稻上晃                 | 猿谷勝己      | 獎盃                    | 5月27日       | 8月20日        |
| 18   |          |      | 山田由香  | 池田洋子 三塚雅人          |                        | 篝            | 無                      | 6月3日        | 8月21日        |
| 19   |          |      | 米村正二  | 境宗久                     | 上野                   | 西田渚        | 櫻桃                    | 6月10日       | 8月27日        |
| 20   |          |      | 小林雄次  | 土田豐                     | 生田目康裕             | 齊藤優        | 無                      | 6月24日       | 8月28日        |
| 21   |          |      | 山田由香  | 門由利子                   | 大谷房代               | 田中里綠      | 向日葵                  | 7月1日        | 9月3日         |
| 22   |          |      | 米村正二  | 田中裕太                   | 仁井學 梅津茜 平野繪美 | 田中美紀      | 無                      | 7月8日        | 9月4日         |
| 23   |          |      | 米村正二  | 大塚隆史                   | 山岡直子               | 猿谷勝己      | 無                      | 7月15日       | 9月10日        |
| 24   |          |      | 成田良美  | 芝田浩樹                   | 河野宏之               | 篝            | 布丁、洋裝              | 7月22日       | 9月11日        |
| 25   |          |      | 山田由香  | 三塚雅人                   | 青山充                 | 行信三        | 獎盃、馬卡龍            | 8月5日        | 9月17日        |
| 26   |          |      | 小林雄次  | 森川滋 岩井隆央            | 小島彰                 | 齊藤優        | 大象、果凍              | 8月12日       | 9月18日        |
| 27   |          |      | 成田良美  | 境宗久                     | 稻上晃                 | 渡部葉        | 鋼琴、奇異果            | 8月19日       | 9月24日        |
| 28   |          |      | 米村正二  | 佐佐木憲世 廣嶋秀樹        |                        | 田中美紀      | 小雞、向日葵 蜜瓜、葡萄 | 8月26日       | 9 月25日       |
| 29   |          |      | 成田良美  | 土田豐                     | 上野                   | 猿谷勝己      | 海豚、高跟鞋            | 9月2日        | 10月1日        |
| 30   |          |      | 山田由香  | 柴田浩樹                   | 青山充                 | 篝            | 櫻花、小豬              | 9月9日        | 10月2日        |
| 31   |          |      | 米村正二  | 佐佐木憲世 三塚雅人        | 河野宏之               | 田中美紀      | 草莓                    | 9月16日       | 10月8日        |
| 32   |          |      | 米村正二  | 志田直俊 岩井隆央          | 生田目康裕             | 齊藤優        | 大象                    | 9月23日       | 10月9日        |
| 33   |          |      | 小林雄次  | 山口祐司 芝田浩樹          | 大谷房代               | 田中里綠      | 香蕉                    | 9月30日       | 10月15日       |
| 34   |          |      | 佐佐木    | 門由利子                   | 山岡直子               | 田中美紀      | 天使                    | 10月7日       | 10月16日       |
| 35   |          |      | 成田良美  | 大塚健 大塚隆史            | 小島彰                 | 猿谷勝己      | 球拍、兔子              | 10月14日      | 10月22日       |
| 36   |          |      | 成田良美  | 田中裕太                   | 稻上晃                 | 篝            | 星星                    | 10月21日      | 10月23日       |
| 37   |          |      | 小林雄次  | 土田豐                     |                        | 田尻健一      | 氣球                    | 10月28日      | 10月29日       |
| 38   |          |      | 山田由香  | 芝田浩樹                   | 河野宏之               | 齊藤優        | 糖果                    | 11月11日      | 10月30日       |
| 39   |          |      | 成田良美  | 三塚雅人                   | 上野                   | 渡部葉        | 戒指                    | 11月18日      | 11月5日        |
| 40   |          |      | 佐佐木    | 佐佐木憲世 岩井隆央        | 生田目康裕             | 田中美紀      | 小雞                    | 11月25日      | 11月6日        |
| 41   |          |      | 小林雄次  | 境宗久                     | 山岡直子               | 猿谷勝己      | 雨傘                    | 12月2日       | 11月12日       |
| 42   |          |      | 山田由香  | 門由利子 三塚雅人          | 大谷房代               | 篝            | 小狗                    | 12月9日       | 11月13日       |
| 43   |          |      | 成田良美  | 田中裕太                   | 小島彰                 | 田中里綠      | 布丁                    | 12月16日      | 11月19日       |
| 44   |          |      | 米村正二  | 土田豐 岩井隆央            | 河野宏之               | 齊藤優        | 蝴蝶                    | 12月23日      | 11月20日       |
| 45   |          |      | 米村正二  | 芝田浩樹                   |                        | 渡部葉        | 無                      | 2013年 1月6日 | 11月26日       |
| 46   |          |      | 成田良美  | 三塚雅人                   | 生田目康裕             | 田中美紀      | 王冠                    | 1月13日       | 11月27日       |
| 47   |          |      | 成田良美  | 志田直俊 黑田成美          | 上野                   | 猿谷勝己      | 無                      | 1月20日       | 12月3日        |
| 48   |          |      | 米村正二  | 大塚隆史                   | 山岡直子               | 齊藤優        | 無                      | 1月27日       | 12月4日        |

### 播放電視台
| 播放地區       | 播放電視台     | 播放日期                                                                                    | 播放時間                                                       | 所屬聯播網     | 備註      |
| -------------- | -------------- | ------------------------------------------------------------------------------------------- | -------------------------------------------------------------- | -------------- | --------- |
| 近畿廣域圈     | 朝日放送       | 2012年2月5日 - 2013年1月27日                                                                | 星期日 8:30 - 9:00                                             | 朝日電視台系列 | 同時      |
| 關東廣域圈     | 朝日電視台     | 2012年2月5日 - 2013年1月27日                                                                | 星期日 8:30 - 9:00                                             | 朝日電視台系列 | 同時      |
| 中京廣域圈     | 名古屋電視台   | 2012年2月5日 - 2013年1月27日                                                                | 星期日 8:30 - 9:00                                             | 朝日電視台系列 | 同時      |
| 愛媛縣         | 愛媛朝日電視台 | 2012年2月5日 - 2013年1月27日                                                                | 星期日 8:30 - 9:00                                             | 朝日電視台系列 | 同時      |
| 新潟縣         | 新潟電視台21   | 2012年2月5日 - 2013年1月27日                                                                | 星期日 8:30 - 9:00                                             | 朝日電視台系列 | 同時      |
| 長崎縣         | 長崎文化放送   | 2012年2月5日 - 2013年1月27日                                                                | 星期日 8:30 - 9:00                                             | 朝日電視台系列 | 同時      |
| 鳥取縣、島根縣 | 山陰放送       | 2012年2月11日 - 2013年2月2日                                                                | 星期六 11:15 - 11:45                                           | TBS系列        | 延遲6日   |
| 宮崎縣         | 宮崎放送       | 2012年7月10日 - 2013年7月17日 2012年7月24日 - 2013年11月13日 2012年11月20日 - 2013年2月12日 | 星期二 15:30 - 16:00 星期二 15:00 - 16:00 星期二 15:30 - 16:00 | TBS系列        | 延遲156日 |

| 台灣 東森幼幼台 星期六 17:00-17:30節目 | 台灣 東森幼幼台 星期六 17:00-17:30節目            | 台灣 東森幼幼台 星期六 17:00-17:30節目 |
| -------------------------------------- | ------------------------------------------------- | -------------------------------------- |
|                                        | Smile 光之美少女! （2014年8月16日－2015年7月4日） |                                        |
| 光之美少女：美樂天使                   | 櫻桃小丸子                                        |                                        |

| 星期四、五 17:20-17:50節目                     | 星期四、五 17:20-17:50節目                            | 星期四、五 17:20-17:50節目 |
| ---------------------------------------------- | ----------------------------------------------------- | -------------------------- |
|                                                | Smile光之美少女 （2015年6月25日－12月4日）            |                            |
| Battle Spirits小霸王                           | 閃電十一人GO 時空之石 無印第46、47話及第2期第1－51集  |                            |
| 香港 無綫電視翡翠台 星期一至五 15:45-16:15節目 |                                                       |                            |
| 車神超激戰                                     | Smile光之美少女 重播 （2017年10月31日－2018年1月4日） | 花生動畫 重播              |

## 劇場版
電影Smile 光之美少女！兒童圖畫書裡的世界都不協調！（映画 スマイルプリキュア！絵本の中はみんなチグハグ！）
- 日本上映日期：2012年10月27日

#### 故事簡介
令人期待已久的“世界绘本大博览”隆重開幕，幸等五人相约前往参观。正当她们正在看电影时，繪本里被追杀的少女——妮可和反派金角、银角竟然跳到现实世界⋯⋯光之美少女救下妮可后，被她带入充满瑰丽色彩和想象力的绘本世界，那里生活著桃太郎、拇指姑娘、一寸法师等绘本人物。幸她们也根据各自的喜好变成心仪的角色。 然而，这个有着神奇体验的童话世界，却不知为何開始失去了控制，发生错乱。

#### 登場人物
妮可
配音：林原惠（日本）
來自兒童圖畫書世界中的神秘少女，經常抱著一本兒童圖畫書，在世界兒童圖畫書博覽會上被金角大王、银角大王追捕時，被幸等人所救並帶領她們來到兒童圖畫書世界。
魔王
配音：寺杣昌紀（日本）
本作頭號反派，為兒童圖畫書世界中一個兇狠殘暴的大惡魔，其真身是一只全身漆黑的巨大惡龍，試圖將兒童圖畫書世界變成「永不完結的結局」。最終被「超級快樂天使」淨化掉身上邪惡的憎恨之力後恢復正常，并與妮可等人和解。
金角大王、银角大王
配音：陶山章央（金角大王）、川津泰彥（銀角大王）（日本）
魔王的手下，在開頭出現，正在追捕妮可時，被幸等人打敗。
牛魔王
配音：安元洋貴（日本）
一寸法師之鬼
配音：乃村健次（日本）
桃太郎之鬼
配音：大畑伸太郎（日本）
以上三人本應是反派角色，但因魔王令兒童圖畫書世界被改變，而協助幸等人對抗魔王，並讓被魔王控制的角色回復正常。
桃太郎
配音：阿部敦（日本）
灰姑娘
配音：日笠陽子（日本）
一寸法師
配音：吉田小南美（日本）
孫悟空
配音：小林由美子（日本）
浦島太郎
配音：小伏伸之（日本）
以上五人曾被魔王控制而襲擊幸等人。

#### 主題曲
片頭曲
作詞：六見純代，作曲：高取秀明，編曲：籠島裕昌，歌：池田彩
片尾曲
作詞：六見純代，作曲：高取秀明，編曲：籠島裕昌，歌：吉田仁美
插入曲
作詞：六見純代，作曲・編曲：高梨康治，歌：Remi

## 外部連結
- 電視動畫《Smile 光之美少女！》官方網站（東映動畫）（日語）
- 電視動畫《Smile 光之美少女！》官方網站（ABC）（日語）
- 電影動畫《Smile 光之美少女！》兒童圖畫書裡的世界都不協調！官方網站 （日語）
- 《Smile光之美少女!》台灣官方網站 （繁體中文）
- 《Smile光之美少女》TVB官方網站 （页面存档备份，存于） （繁體中文）